# Хитрец (архетип)
Хитрецът (trickster) като архетип в аналитичната психология на Юнг олицетворява психологическите качества, въплътени в образа на културен герой, който е умен и забавен, но повече или по-малко лишен от морални задръжки и в разрез с общоприетите норми често прибягва до хитрости и измами, за да постигне своите цели.
В митологията, фолклора и религията на различните култури този архетип може да бъде представен в лицето на божество, дух, антропоморфен образ (някакво животно) или човек, на чиито номера и прегрешения обикновено се гледа с насмешка, но ролята е почти винаги положителна и нерядко свещена. В редица култури героят е също и хитрец. Редица митове от цял свят приписват заслугата за прогреса на човечеството на някакъв самозванец, дръзнал да наруши божествените повели или природните закони. В гръцката митология например Прометей открадва огъня от боговете, за да го даде на хората. Затова местните хитреци от фолклора не бива да се поставят под общия знаменател на модерната западна представа за типичния мошеник. Както поведението на литературния герой Бай Ганьо например е осъдително, така „у коренно американския хитрец можем да видим откритост към разнообразието и парадоксите на живота, която до голяма степен липсва в модерната евро-американска морална традиция“. 
Trickster в буквален превод от английски е мошеник, измамник, но в положителния смисъл на думата негодник. Като архетип по определение и в контекста на българската културна традиция е по-правилно да се каже хитрец или дори чешит, като забавен чудак, който постъпва по необичаен за всички останали начин.

## Архетип
Хитрецът е пример за архетип по определението на швейцарския психолог и психиатър Карл Густав Юнг. Този архетип е съхранен най-добре в съвременната литература като културен герой, без задължително да му се приписват свръхестествени или божествени качества. Неговото присъствие е достатъчно осезателно и в киното, изобразителното изкуство, дори в сънищата.
Типичен пример за такъв архетип е главният герой в много приказки, които разказват за Стария крал, който търси подходящ жених за дъщеря си Принцесата и подлага кандидатите на няколко изпитания. Много храбри и доблестни принцове и рицари се провалят в тези изпитания, докато не се появи простия, беден селски момък. Със своето остроумие и хитрост, всместо със сила, той побеждава змея или някакви други злодеи и преодолява препятствията благодарение на необичайния си подход. Така най-малко вероятният кандидат печели, в случая ръката на Принцесата.
В литературата на XX век опасният чар на злосторника, но и способността му да обърне нещата изцяло в положителна насока, е изобразена блестящо в романа на Михаил Булгаков „Майстора и Маргарита“, в лицето на професор Воланд (Сатаната) и членовете на неговата свита.
В списъка с широко популярни негодници на модерната култура влизат редица анимационни герои като Бъгс Бъни и много други герои от поредицата на Warner Bros. „Looney Tunes“, Брад Симпсън от „Семейство Симпсън“, Блу от „Домът на Фостър за въображаеми приятели“, герои от комиксите, като злодея от поредицата за Батман Жокера. Както Пениуайз клоуна от „То“ на Стивън Кинг, това е олицетворението на Злия клоун от американската популярна култура. В игралното кино популярни негодници са герои като Скитника на Чарли Чаплин, Маската, капитан Джак Спароу от „Карибски пирати“ и много други.

## В митологията
Лукавите божества в митологията са палави и непослушни. Умишлено или без лоши намерения те изиграват боговете или крадат от тях, но нарушавайки божествените повели или природните закони, често правят услуга на хората. Тези самозванци могат да бъдат хитри или глуповати, или и двете и често предизвикват смях дори в случаите когато са издигнати в култ или играят главна роля в някакво свещенодействие.
В митологията и ритуалните практики на редица автохтонни култури от Сибир и Северна Америка гарванът или койотът играе ролята на хитреца, дръзнал да наруши първичния божествен порядък и с кражба или измама създава света такъв, какъвто е днес, създава човека, или е носител на светлината (огъня) в човешкия бит.
В гръцката, римската, славянската и редица други митологии културният герой е често и хитрец. Като божества или герои с лукав характер се открояват гръцкият титан Прометей, който открадва огъня от боговете, за да го даде на хората, героят Одисей, гръцкият бог Хермес – римският Меркурий, славянският бог Велес, скандинавският Локи и др.

## Български хитреци, чешити и тарикати
В българските приказки за животни ролята на хитреца обикновено играе хитрата лисица Кума Лиса, която в съвременните вицове е изместена от тариката Зайо Байо. В битовите приказки централно място заема фолклорният герой Хитър Петър, който е хитър, остроумен и дори лукав, но е останал в съзнанието на българина като положителен герой, за разлика от своя наследник Бай Ганьо. Литературният герой на Алеко Константинов Бай Ганьо става нарицателно за отрицателните черти на българина, който макар и прост е изключително изобретателен в лъжите и измамите. Във вицовете Бай Ганьо се явява като типичния българин, който в дадено съревнование надхитрява останалите участници (англичанин, французин, руснак и др.) с нестандартните си постъпки или изказвания, без да се притеснява, че става за срам и посмешище. Селският хитрец по традиция е на особена почит сред българите, но напоследък неговите положителни качества все повече се изчерпват и от чешит се превръща в тарикат и далавераджия.